# Филарет (Никольский)
Архиепи́скоп Филаре́т (в миру Гаврии́л Петро́вич Нико́льский; 6 (18) марта 1858, Кострома — 13 ноября 1921, Архангельск) — епископ Русской православной церкви, архиепископ Самарский и Ставропольский.

## Биография
Родился 6 марта 1858 года в семье дьячка Костромской епархии.
Окончил Костромское духовное училище и в 1880 году Костромскую духовную семинарию, определён надзирателем за учениками Костромского духовного училища.
11 октября 1881 года рукоположен в сан иерея, настоятель храма Живоначальной Троицы в Свято-Троицком Белбажском женском монастыре Костромской епархии.
После смерти жены (1884) и дочери (1886) поступил в Санкт-Петербургскую духовную академию. 25 сентября 1888 года пострижен в монашество. Окончил академию в 1891 году со степенью кандидата богословия и назначен инспектором Тифлисской духовной семинарии.
С 1892 года ректор Казанской духовной семинарии в сане архимандрита.
В 1895 году перемещён ректором в Тульскую семинарию.
5 ноября 1898 года утверждён епископом Киренским, викарием Иркутской епархии. Хиротония состоялась 20 декабря 1898 года в Исаакиевском кафедральном соборе Санкт-Петербурга.
С 30 января 1904 года епископ Глазовский, викарий Вятской епархии. С 27 ноября 1904 года епископ Вятский и Слободский. С 20 марта 1914 года епископ Астраханский и Енотаевский.
24 мая (1 июня) 1916 года уволен на покой по жалобе игумена Чуркинского монастыря. Формальной причиной послужило желание владыки продать судно Плавучей церкви святителя Николая, которое принадлежало Чуркинской обители, но настоящей причиной была критика деятельности Г. Е. Распутина.
Поселился в Астраханском Покрово-Болдинском монастыре, а с декабря 1916 года переселился в Тверской Желтиков монастырь, вверенный его управлению.
17 февраля 1918 года освобождён от управления Желтиковым монастырём и переведён на жительство в Московский Донской монастырь.
Член Поместного собора Православной Российской Церкви по должности, участвовал в 3-й сессии.
С 23 августа 1918 года временно управляющий Костромской епархией.
Жил в Костромском Ипатьевском монастыре. В начале 1919 года новая власть закрыла монастырь, монахи и епископ Филарет (Никольский) были изгнаны, все имущество обители национализировано.
13 мая 1919 года назначен архиепископом Самарским и Ставропольским.
Весной 1921 арестован. По постановлению ВЧК за «антисоветскую агитацию» выслан в Архангельскую губернию.
Согласно сведениям бюллетеня Священного Синода «Церковная хроника» от 11 (24) ноября 1921 года, скончался 13 ноября 1921 года от сыпного тифа в больнице города Архангельска. Протопресвитер Михаил Польский приводит в своей книге рассказ свидетелей его кончины: «Епископ Филарет долго томился и не мог умереть. Наконец он припомнил, что не роздал все деньги — где-то в ящике или в кармане подрясника у него остались две копейки. Деньги нашли и отдали нищим и после того владыка скончался».